# AMGTV
AMGTV é uma rede de televisão americana direcionada a famílias com programação que consiste em drama, esportes, filmes, entretenimento,  como se faz, caça e pesca, programas para crianças e outras funcionalidades. A rede é de propriedade da empresa americana de Access Media Group (uma empresa não relacionadas com a empresa canadense de mesmo nome).
AMGTV oferece programação para as emissoras de televisão nos Estados Unidos, e é um concorrente de Youtoo América e gostaria de redes. AMGTV também sindicatos de vários filmes, pacotes e especiais de música para estações fora de sua base de afiliados.
O presidente da AMGTV é Terry Elaqua.

## Afiliados
| Estado      | Cidade               | Estação  | Canal | Proprietário                                 |
| ----------- | -------------------- | -------- | ----- | -------------------------------------------- |
| Alaska      | Kenai Peninsula      | K06OR-D  | 6.1   | SEWARD MEDIA PARTNERS, LLC                   |
| California  | Los Angeles          | KSFV-CD  | 6.4   | Venture Technologies Group                   |
| California  | Palm Springs         | KAKZ-LD  | 4.3   | Tara Broadcasting                            |
| Colorado    | Cortez               | K30HJ-D  | 30.4  | Southwest Colorado TV Translator Association |
| Connecticut | Hartford             | WRNT-LP  | 40.1  | R and S Broadcasting                         |
| Kansas      | Wichita              | KCTU-LD  | 43.5  | River City Broadcasters Inc.                 |
| Minnesota   | Duluth               | KCWV     | 27.1  | Flinn Broadcasting                           |
| Minnesota   | La Crescent          | KQEG-CD* | 23.1  | Magnum Radio, Inc.                           |
| Mississippi | Biloxi               | WXVO-LD  | 7.3   | NCN Cable Advertising                        |
| Missouri    | Farmington, Missouri | KDKZ-LD  | 18.1  | Dockins Broadcast Group                      |
| Montana     | Glasgow              | K43CQ-D  | 43.2  | Valley County TV District #1                 |
| Nevada      | Las Vegas            | KHMP-LD  | 18.1  | Prism Broadcasting                           |
| New York    | Newburgh             | WEPT-CD  | 15.1  | Venture Technologies Group                   |
| New York    | Buffalo              | WBXZ-LP  | 56.6  | Steven Ritchie                               |
| Ohio        | Cincinnati           | WOTH-CD  | 20.5  | Block Broadcasting                           |
| Texas       | Greenville           | KTXD-TV* | 47.1  | London Broadcasting                          |

### Crianças
Crianças [E/I]
Animal Atlas
Angel's Friends
Ariel & Zoey & Eli, Too
Aqua Kids
Beta Records TV
Biz Kids
Curiosity Quest
Dragonfly TV
Dog Tales
Eco Company
Edgemont
Elizabeth Stanton's Great Big World
Missing
Laura McKenzie's Traveler
The Centsables
Think Big
Zoo Diaries

### Dramas
Dramas
Cold Squad
Da Vinci's Inquest
Leverage
Republic of Doyle
SAF3
The Border

### Entretenimento
Entretenimento
Animal Rescue
Dog The Bounty Hunter
Forensic Files
Game Plane
Insider Exclusive
Judge Faith
Money TV
OK! TV
Q With Jian
Steve Gadlin's Star Makers
The Balancing Act
The Conspiracy Show
The Hollywood News Report
Whacked Out Videos
Whacked Out Sports
White House Chronicle

### Informações
Como se Faz
Designing Spaces
Garden Travels
Gigging & Grubbing
Hometime
P. Allen Smith Gardens
Real Green
Robert Earl's Be My Guest
The Coastal Gardener
Caça/Pesca
Babe Winkelman
Jimmy Houston
Jimmy Houston Outdoors
Sporting Dog TV
The Scott Martin Challenge
Wing Shooting

### Música E Esportes
Música
Bluegrass Ridge
Country Fix
Country Juke Box - Time Life
Music Mix USA
Nashville Unleashed
Southern Glory
Ficção Científica
Sanctuary
Esportes
Classic Car Garage
Pro Wrestling Around the World
Raceline
Rolling Art
The Real Winning Edge
Wildside Anarchy

## Esportes
Em 10 de outubro de 2010, a  American Indoor Football Association anunciou que AMGTV concordou em transmitir jogos da  2011 AIFA West season. Eles haviam levado a temporada de 2010, antes da liga se dividir. A AIFA Oeste deixou de operar em janeiro de 2011; nem a liga nem a rede indicaram se o negócio é válido para a volta da liga em 2012.